# Penha
Penha là một đô thị thuộc bang Santa Catarina, Brasil. Đô thị này có diện tích 58,783 km², dân số năm 2007 là 20868 người, mật độ 355 người/km².